# VIIe législature de la Troisième République française
La VIIe législature de la Troisième République française est un cycle parlementaire qui s'ouvre le 1er juin 1898 et se termine le 31 mai 1902.

## Composition de l'exécutif
Président de la République : 
- Félix Faure (1895-1899)
- Émile Loubet (1899-1906)

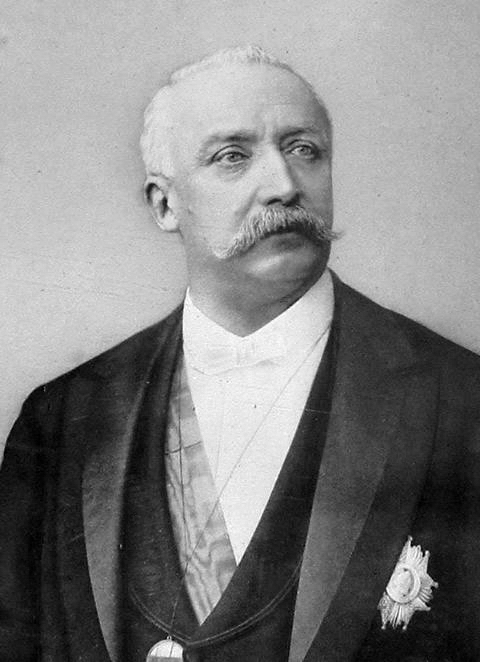
Félix Faure
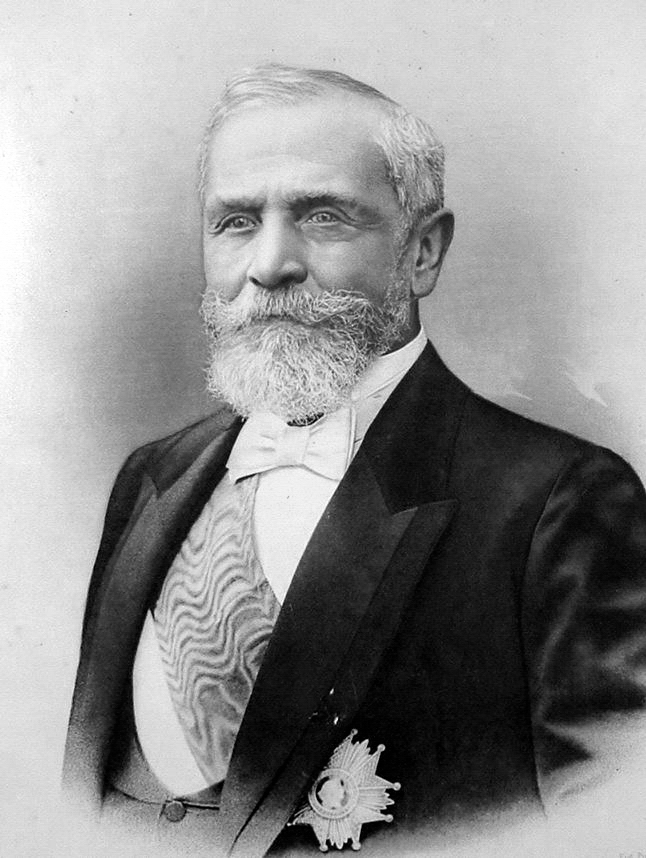
Émile Loubet

Président de la Chambre des députés : 
- Paul Deschanel (1898-1902)

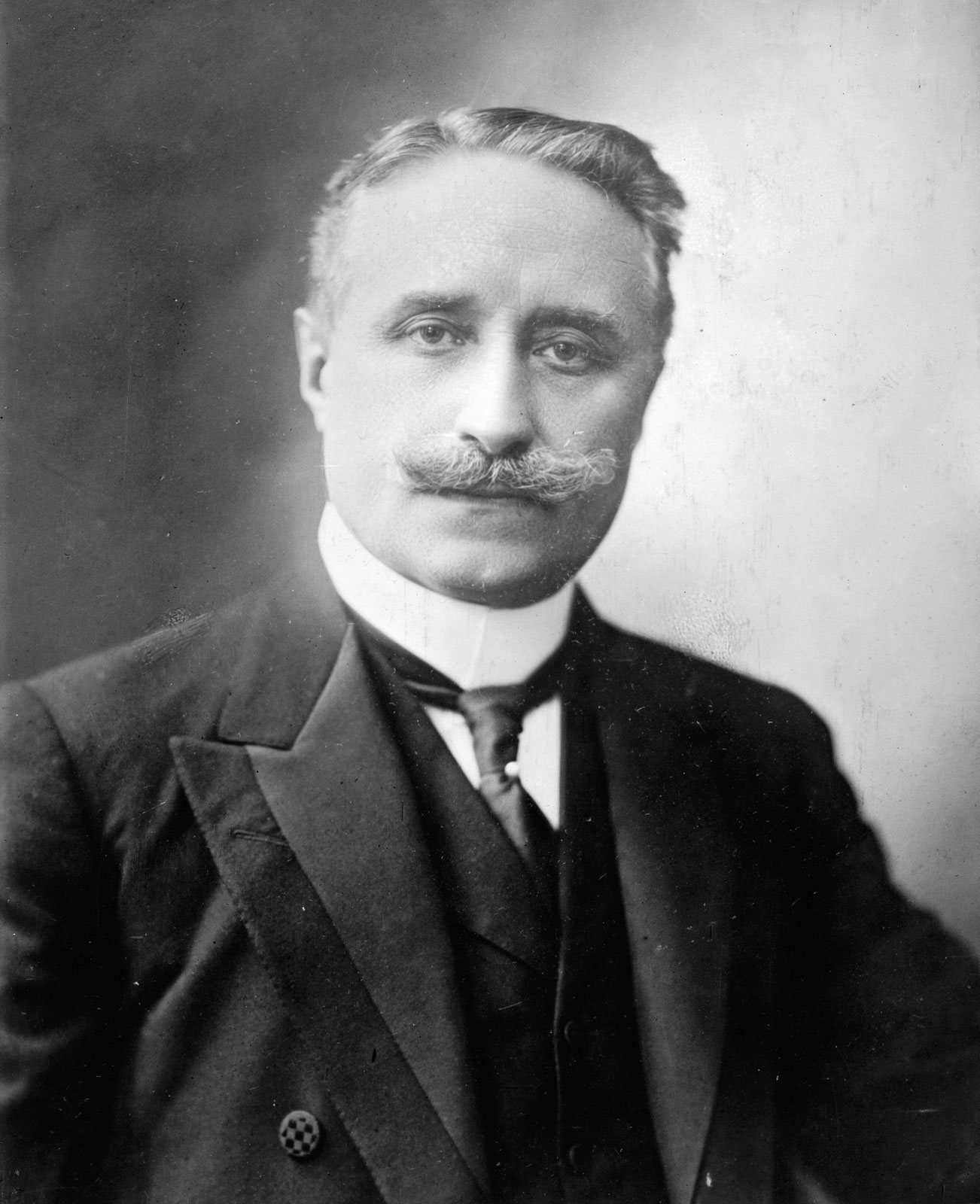
Paul Deschanel

| Gouvernement | Gouvernement            | Gouvernement     | Dates (Durée)                                        | Président du Conseil                                             | Composition initiale                   |
| ------------ | ----------------------- | ---------------- | ---------------------------------------------------- | ---------------------------------------------------------------- | -------------------------------------- |
| 1            | Jules Méline            | Méline           | du 28 avril 1896 au 28 juin 1898 (2 ans et 61 jours) | Jules Méline (Progressiste)                                      | 11 ministres 1 sous-secrétaire d'État  |
| 2            | Henri Brisson           | Brisson (2)      | du 28 juin 1898 au 26 octobre 1898 (120 jours)       | Henri Brisson (Gauche démocratique)                              | 11 ministres                           |
| 3            | Charles Dupuy           | Dupuy (4)        | du 1er novembre 1898 au 18 février 1899 (109 jours)  | Charles Dupuy (Républicains progressistes, antidreyfusard)       | 10 ministres 2 sous-secrétaires d'État |
| 3            | Charles Dupuy           | Dupuy (5)        | du 18 février 1899 au 12 juin 1899 (114 jours)       | Charles Dupuy (Républicains progressistes, antidreyfusard)       | 10 ministres 2 sous-secrétaires d'État |
| 4            | Pierre Waldeck-Rousseau | Waldeck-Rousseau | du 22 juin 1899 au 3 juin 1902 (2 ans et 346 jours)  | Pierre Waldeck-Rousseau (Républicains progressistes, dreyfusard) | 11 ministres 1 sous-secrétaire d'État  |

## Composition de la Chambre des députés

### Composition en début de législature
| Groupe parlementaire     | Groupe parlementaire     | Groupe parlementaire           | Députés |  |
| Groupe parlementaire     | Groupe parlementaire     | Groupe parlementaire           | Total   |  |
| ------------------------ | ------------------------ | ------------------------------ | ------- |  |
|                          | RP                       | Républicains progressistes     | 238     |  |
|                          | RS                       | Groupe radical-socialiste      | 104     |  |
|                          | UP                       | Union progressiste             | 95      |  |
|                          | RI                       | Républicains indépendants      | 58      |  |
|                          | GD                       | Gauche démocratique            | 45      |  |
|                          | US                       | Union socialiste               | 37      |  |
|                          | A                        | Groupe antijuif                | 23      |  |
|                          | DN                       | Groupe de la Défense nationale | 20      |  |
|                          |                          |                                |         |  |
| Total des sièges pourvus | Total des sièges pourvus | Total des sièges pourvus       | 620     |  |

#### Composition détaillée
| Bloc            | Groupes | Groupes                        | Tendances                        | Tendances                             | Tendances |
| --------------- | ------- | ------------------------------ | -------------------------------- | ------------------------------------- | --------- |
| Républicain 577 |         | Union socialiste               |                                  | Parti ouvrier français                | 12        |
| Républicain 577 |         | Union socialiste               | Parti socialiste révolutionnaire | 12                                    |           |
| Républicain 577 |         | Union socialiste               | Socialistes indépendants         | 13                                    |           |
| Républicain 577 |         | Groupe radical-socialiste      |                                  | Radicaux-socialistes                  | 104       |
| Républicain 577 |         | Gauche démocratique            |                                  | Républicains radicaux                 | 45        |
| Républicain 577 |         | Union progressiste             |                                  | Républicains gambettistes             | 95        |
| Républicain 577 |         | Républicains progressistes     |                                  | Association nationale républicaine    | ?         |
| Républicain 577 |         | Républicains progressistes     | Union libérale républicaine      | ?                                     |           |
| Républicain 577 |         | Républicains indépendants      |                                  | Monarchistes ralliés                  | 58        |
| Nationaliste 43 |         | Groupe de la Défense nationale |                                  | Parti républicain socialiste français | 1         |
| Nationaliste 43 |         | Groupe de la Défense nationale | Nationalistes                    | 9                                     |           |
| Nationaliste 43 |         | Groupe de la Défense nationale | Conservateurs                    | 10                                    |           |
| Nationaliste 43 |         | Groupe antijuif                |                                  | Nationalistes                         | 23        |
| Total :         | Total : | Total :                        | Total :                          | Total :                               | 620       |

### Composition en fin de législature
|                          |                          |                                          |         |  |
| Groupe parlementaire     | Groupe parlementaire     | Groupe parlementaire                     | Députés |  |
| Groupe parlementaire     | Groupe parlementaire     | Groupe parlementaire                     | Total   |  |
|                          | RP                       | Républicains progressistes               | 238     |  |
|                          | RS                       | Groupe radical-socialiste                | 104     |  |
|                          | UP                       | Union progressiste                       | 95      |  |
|                          | AL                       | Action libérale                          | 58      |  |
|                          | GD                       | Gauche démocratique                      | 45      |  |
|                          | DN                       | Groupe de la Défense nationale           | 43      |  |
|                          | PS                       | Groupe parlementaire du Parti socialiste | 37      |  |
|                          |                          |                                          |         |  |
| Total des sièges pourvus | Total des sièges pourvus | Total des sièges pourvus                 | 620     |  |

#### Composition détaillée
| Bloc               | Groupes | Groupes                                  | Tendances                          | Tendances                                       | Tendances |
| ------------------ | ------- | ---------------------------------------- | ---------------------------------- | ----------------------------------------------- | --------- |
| Dreyfusard 342     |         | Groupe parlementaire du Parti socialiste |                                    | Socialiste révolutionnaire                      | 24        |
| Dreyfusard 342     |         | Groupe parlementaire du Parti socialiste | Parti socialiste français          | 13                                              |           |
| Dreyfusard 342     |         | Groupe radical-socialiste                |                                    | Parti républicain radical et radical-socialiste | 104       |
| Dreyfusard 342     |         | Gauche démocratique                      |                                    | Parti républicain radical et radical-socialiste | ?         |
| Dreyfusard 342     |         | Gauche démocratique                      | Radicaux indépendants              | ?                                               |           |
| Dreyfusard 342     |         | Union progressiste                       |                                    | Alliance républicaine démocratique              | 95        |
| Dreyfusard 342     |         | Républicains progressistes               |                                    | Républicains de gauche                          | 61        |
| Antidreyfusard 278 |         | Républicains progressistes               | Association nationale républicaine | ?                                               |           |
| Antidreyfusard 278 |         | Républicains progressistes               | Union libérale républicaine        | ?                                               |           |
| Antidreyfusard 278 |         | Action libérale                          |                                    | Action libérale                                 | 58        |
| Antidreyfusard 278 |         | Groupe de la Défense nationale           |                                    | Parti républicain socialiste français           | 1         |
| Antidreyfusard 278 |         | Groupe de la Défense nationale           | Nationalistes                      | 32                                              |           |
| Antidreyfusard 278 |         | Groupe de la Défense nationale           | Conservateurs                      | 10                                              |           |
| Total :            | Total : | Total :                                  | Total :                            | Total :                                         | 620       |

## Évènements marquants au cours de la législature
- 10 juillet - 12 novembre 1898 : crise de Fachoda.
- 18 février 1899 : élection présidentielle.
- 23 février 1899 : tentative de coup d’État de Paul Déroulède.
- 7 août 1899 : début du second procès Dreyfus.
- 14 avril 1900 : inauguration de l'Exposition universelle de Paris.
- 1er juillet 1901 : loi relative au contrat d'association, qui crée la notion d'association loi de 1901 et réglemente la liberté d'association.